# Alameda (California)
Alameda è una città degli Stati Uniti d'America, nella contea omonima in California.
Dotata di una popolazione di 75 988 abitanti al censimento del 2014, Alameda è situata su una piccola isola nella baia di San Francisco, non distante da Oakland, capoluogo della contea, e San Francisco, che si trova sul lato opposto della baia.

## Società
Nel 2010 la popolazione risale a 73 812 persone. La densità di popolazione è di 3 214,9 persone per miglio quadrato (1241,3 ab./km²). Ad Alameda il 37 460 (50,8%) è composto da bianchi, il 4 759 (6,4%) da una popolazione afro-americana, il 23 058 (31,2%) da una popolazione di origini asiatiche, e 2 463 (3,3%) da altre razze. Gli ispanici sono circa 8 092 persone (11,0%). Ci sono 30 123 famiglie, di cui 9 144 (30,4%) hanno figli sotto l'età di 18 anni.

## Geografia fisica
Secondo lo United States Census Bureau, la città ha un'area totale di 23,0 miglia quadrate (60 km²), di cui, 10,6 miglia quadrate (27 km²) di esso è terra e 12,3 miglia quadrate (32 km²) (53,79%) è acqua.
Anche se il soprannome di Alameda è "The Island City" (o semplicemente "l'isola"), la città attuale occupa due isole così come una piccola sezione del continente. Oggi, la città è costituita dalla sezione principale originale, con l'ex Naval Air stazione Alameda (NAS Alameda) sul lato ovest di Alameda Island, Southshore lungo il lato meridionale di Alameda Island, e Bay Farm Island, che è parte della terraferma corretta. L'area dell'ex NAS è ora conosciuta come "Alameda Point". L'area Southshore è separata dalla parte principale di Alameda Island da una laguna. a far parte della contea di Alameda c'è Coast Guard Island.

## Istruzione
Ad Alameda sono presenti 25 scuole elementari e diverse scuole medie come la scuola pubblica Lincoln Middle School o altre scuole private come Alameda Christian School e St. Barnabas School.
I licei presenti ad Alameda sono Encinal High School, Alameda High School e la scuola privata Saint Joseph Notre Dame High School.
Una delle università più note al mondo, Berkeley, è situata a pochi minuti da Alameda.